# Dănești (župa Vaslui)
Dănești je rumunská obec v župě Vaslui. Žije zde přibližně 1 700 obyvatel. Obec se skládá ze šesti částí.

## Části obce
- Dănești – 507 obyvatel
- Bereasa – 215 obyvatel
- Boțoaia – 46 obyvatel
- Emil Racoviță – 708 obyvatel
- Rășcani – 90 obyvatel
- Tătărăni – 157 obyvatel